# 長門鉄道部
長門鉄道部（ながとてつどうぶ）とは、かつて山口県長門市にあった西日本旅客鉄道（JR西日本）の鉄道部の一つである。

## 概要
ローカル線の活性化と効率的な鉄道運営ができるように1991年4月1日から鉄道部制度を導入し、山口県の日本海側を中心に長門鉄道部が運営するように改められた。
- 山陰本線：益田駅（構内を除く[2]） - 小串駅（構内を除く[3]）間、長門市駅 - 仙崎駅間
- 美祢線：厚狭駅を除く全線[4]

長門市駅構内にあり、中国統括本部が管轄している。

## 所属車両
長門鉄道部所属の車両はなく、下関総合車両所（新山口支所）所属のキハ120形気動車、キハ40形・47形気動車が使用されている。
国鉄時代は長門機関区（発足当時は正明市機関区）を名乗り、山陰本線・美祢線の客貨列車を担当する国鉄D51形蒸気機関車・国鉄C58形蒸気機関車が配置されていた機関区であったが、蒸気運転の終了後はディーゼル機関車の配備は行われず、長門運転区として列車運転業務のみを担当する部署となっていた。ただし、機関区当時の留置線や転車台が残されていた（転車台については2017年に東武鉄道下今市駅構内に新設された下今市機関区に移設）こともあって、運転区への改組後ならびに気動車化後も引き続き長門市駅を列車運行上の拠点としており、上述の気動車も通常は長門市駅構内の長門鉄道部運転支所に常駐している。

## 乗務範囲
- 山陰本線：益田駅 - 幡生駅間
- 山陽本線：幡生駅 - 下関駅間
- 美祢線：全線

## 歴史
- 1924年（大正13年）3月28日：下関機関庫厚狭分庫正明市駐泊所設置。
- 1930年（昭和5年）12月：正明市機関庫に昇格。
- 1962年（昭和37年）：長門機関区に改称。
- 1991年（平成3年）4月1日：鉄道部制度に伴い、第2次鉄道部として発足[7]。長門運転区が統合される[8]。
- 年月日不明：山陰本線小串駅 - 幡生駅間が下関地域鉄道部に移管される。
- 2024年（令和6年）5月31日：長門鉄道部が廃止。
- 2024年（令和6年）6月1日：長門市駅、長門運転区、下関保線区長門管理室が発足。